# 范妮·伊顿
范妮·伊顿（Fanny Eaton，1835年6月23日—1924年3月4日）是在牙买加出生的畫家模特和家務工。1859年至1867年间，前拉斐爾派以其為對象創作繪畫作品。目前已知首幅以范妮·伊顿為對象的畫作是1860年西蒙·所罗门創作的《摩西的母亲》（The Mother of Moses）。此外，但丁·加百列·羅塞蒂、約翰·艾佛雷特·米萊、乔安娜·玛丽·博伊斯、丽贝卡·所罗门等人的作品中也有她的身影。